# Ivana Žigon

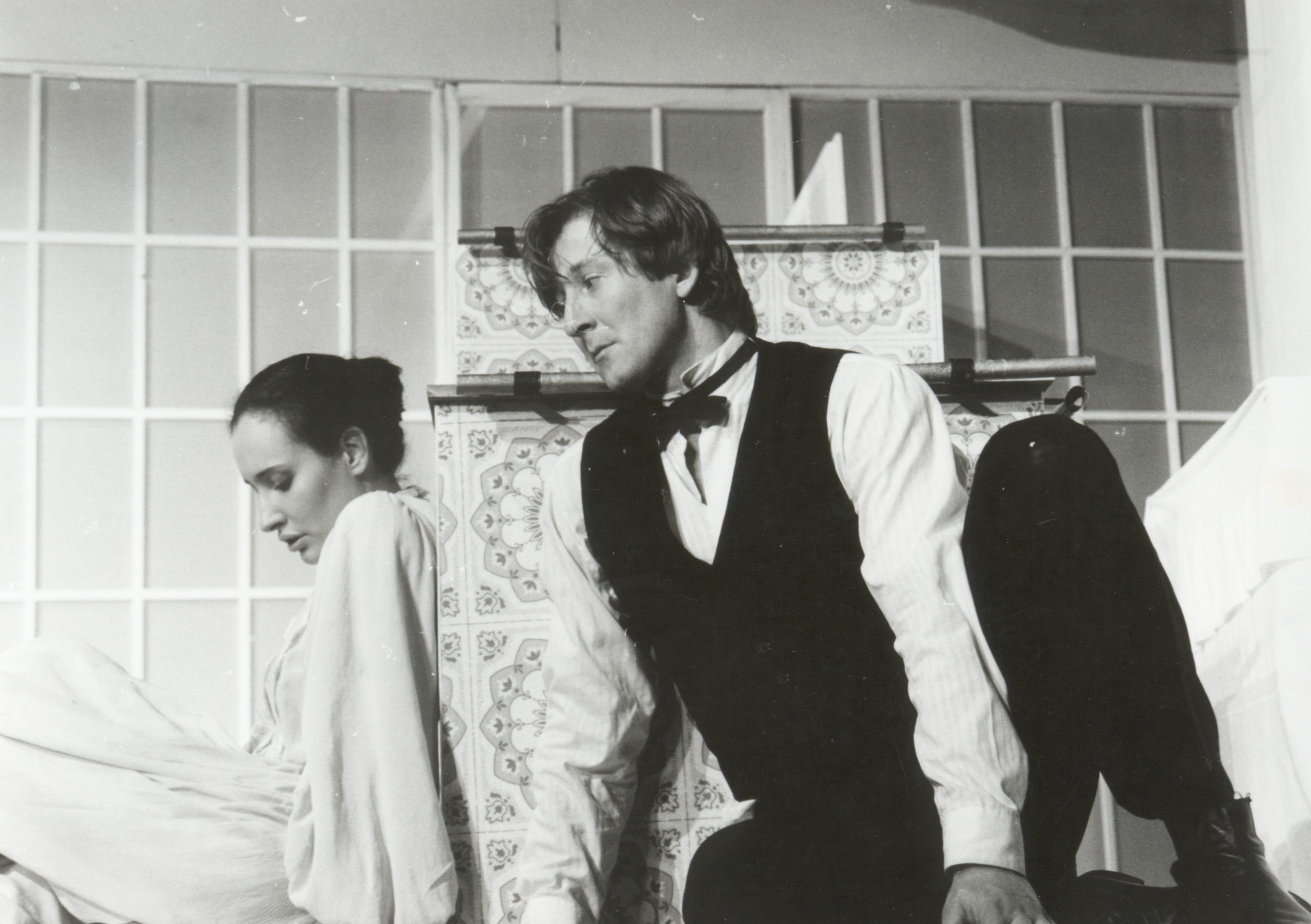
Ivana Žigon i Milenko Zablaćanski w 1992

Ivana Žigon (serb. Ивана Жигон, ur. 2 lutego 1968 r. w Belgradzie) – serbska działaczka społeczna, aktorka i reżyserka.

## Życiorys
Córka reżysera Stevo Žigona i aktorki Jeleny Žigon. Ukończyła Wydział Sztuk Dramatycznych oraz Średnią Szkołę Muzyczną w Belgradzie. Od 1999 była pierwszą damą wydziału dramatycznego belgradzkiego Teatru Narodowego. W 2002 objęła stanowisko prezesa Towarzystwa Przyjaźni Serbsko-Rosyjskiej. W 2005 została dyrektorem artystycznym zespołu muzyczno-recytatorskiego „Косовски божури”, którego członkami są dzieci z Kosowa (zespół zagrał ponad sto koncertów w Serbii, Czarnogórze, Rosji, Białorusi i Francji, wykonując pieśni w języku serbskim, rosyjskim i angielskim). W 2003 zdobyła nagrodę „Złoty Rycerz” w Moskwie za najlepszą rolę żeńską jako Gospodyni Julia.
Wyreżyserowała filmy:
- Modlitwa o nowe stulecie (2000),
- Ostatni Europejczyk (2001, wywiad z Nikitą Michałkowem),
- Ostatnia wielka misja Michaiła Ptaszuka (2002),
- Ziemia pod białymi skrzydłami (2003) i wywiad z prezydentem Aleksandrem Łukaszenką,
- Kubie Serce z czekolady (2004),
- 65 lat wierności (2009)[1].

Organizowała „Dni Kultury Kosowa i Metochii” w Moskwie, przyznawała stypendia studentom, obdarowała 150 uczniów z kosowskich wiosek komputerami, w ramach tzw. misji humanitarnej zorganizowała wizyty rosyjskich zespołów śpiewaczych we wsiach Kosowa, podróż 520 dzieci kosowskich do Rosji, jak również podróż 57-osobowej delegacji weteranów II wojny światowej do Moskwy z okazji 60. rocznicy zwycięstwa nad Niemcami. Na jej wniosek mer Moskwy, Jurij Łużkow podjął decyzję o budowie osiedla Moskiewska Wioska na 75 rodzin w Istoku, które ukończono na początku 2007 (otrzymała za to m.in. rosyjski Order Świętego Andrzeja w 2009). W 2021 całkowicie wycofała się z życia publicznego.
Mówi płynnie po rosyjsku, angielsku i francusku, słabiej po hiszpańsku.

## Rodzina
W 2006 (w Vidovdan) poślubiła o dziesięć lat starszego mnicha Grigorija Brkovicia, który porzucił dla niej swoje powołanie zakonne. Małżonkowie rozwiedli się w 2011, ale ukrywali to skutecznie przez następne trzy lata. Z Brkoviciem ma syna, Stefana. Według niektórych mediów była w dwuletnim związku z Ninoslavem Niną Ademovićem, ojcem piosenkarza Miligramu, Alena Ademovića. Istniały też pogłoski, że porzuciła Brkovicia dla muzyka, Gorana Bregovicia.